# 베리구

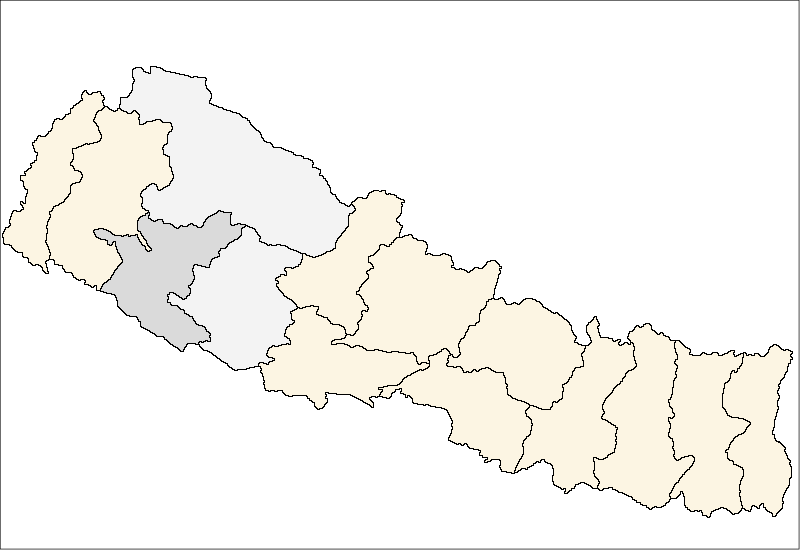
베리 구의 위치

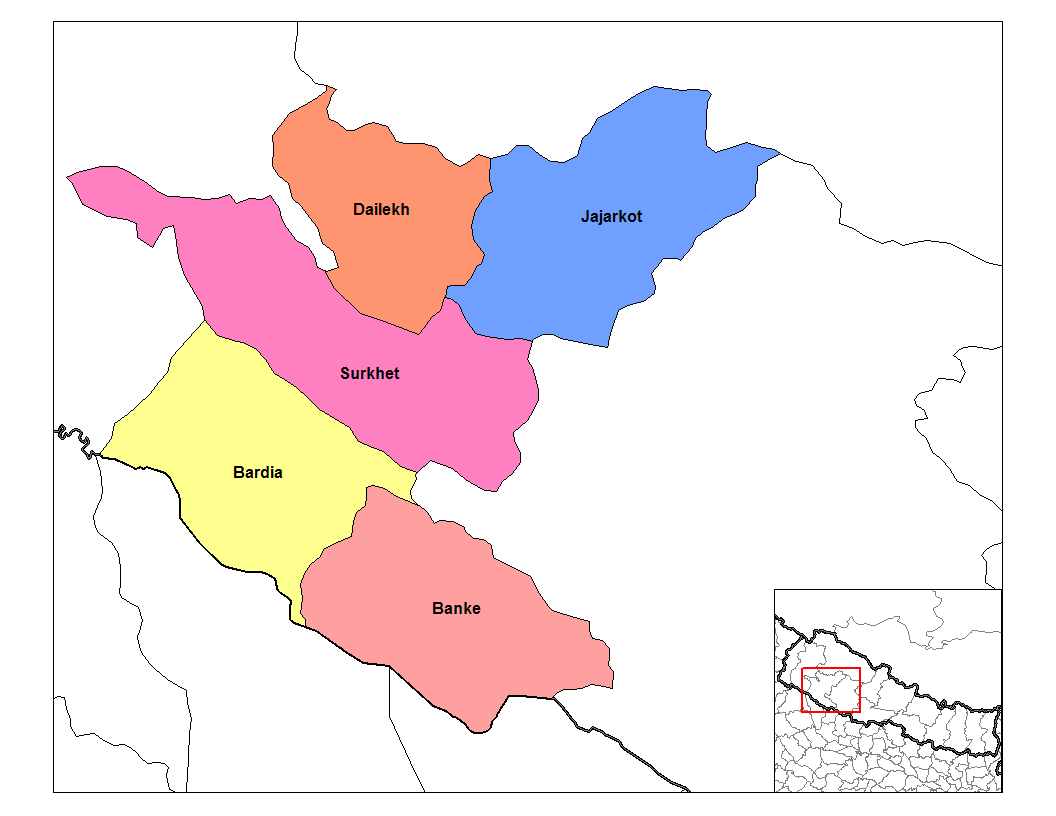
베리 구의 현

베리구(네팔어: भेरी)는 네팔을 구성하는 14개 구 가운데 하나로 행정 중심지는 네팔간지이며 면적은 10,545km2, 인구는 1,397,085명(2001년 기준), 인구 밀도는 132.5명/km2이다. 행정 구역상으로는 중서부 개발 지구에 속한다.

## 행정 구역
5개 현을 관할한다.
- 반케 현
- 바르디야 현
- 다일레크 현
- 자자르콧 현
- 수르켓 현

## 같이 보기
- 네팔의 구